# Grand Prix Włoch 1984
Grand Prix Włoch 1984 (oryg. Gran Premio d’Italia) – 14. runda Mistrzostw Świata Formuły 1 w sezonie 1984, która odbyła się 9 września 1984, po raz 34. na torze Monza.
55. Grand Prix Włoch, 35. zaliczane do Mistrzostw Świata Formuły 1.

## Klasyfikacja
| Legenda oznaczeń w tabelach wyników Wyświetl szablon na nowej stronie | Legenda oznaczeń w tabelach wyników Wyświetl szablon na nowej stronie                                                                     |
| Oznaczenie                                                            | Wyjaśnienie |
| --------------------------------------------------------------------- | --- |
| Złoty                                                                 | Zwycięzca lub mistrzostwo |
| Srebrny                                                               | 2. miejsce lub wicemistrzostwo |
| Brązowy                                                               | 3. miejsce lub II wicemistrzostwo |
| Zielony                                                               | Ukończył, punktował (w klasyfikacji generalnej, gdy zdobył co najmniej jeden punkt na przestrzeni sezonu, poza trzema powyższymi opcjami) |
| Niebieski                                                             | Ukończył, nie punktował (w klasyfikacji generalnej, gdy nie zdobył co najmniej jednego punktu na przestrzeni sezonu)                      |
| Czerwony                                                              | Nie zakwalifikował się (NZ) |
| Czerwony                                                              | Nie prekwalifikował się (NPK) |
| Różowy                                                                | Nie ukończył (NU) |
| Różowy                                                                | Niesklasyfikowany (NS) (w klasyfikacji generalnej, gdy nie został sklasyfikowany w żadnym wyścigu sezonu)                                 |
| Czarny                                                                | Zdyskwalifikowany (DK) |
| Czarny                                                                | Wykluczony (WYK/EX) |
| Biały                                                                 | Nie wystartował (NW) |
| Biały                                                                 | Kontuzjowany (K/INJ) |
| Biały                                                                 | Wyścig odwołany (OD/C) |
| Bez koloru                                                            | Został wycofany (WYC/WD) |
| Bez koloru                                                            | Nie przybył (NP/DNA) |
| Bez koloru                                                            | Nie brał udziału w treningach (NT/DNP) |
| Bez koloru                                                            | Nie został zgłoszony (–) |
| Pogrubienie                                                           | Start z pole position |
| Kursywa                                                               | Najszybsze okrążenie wyścigu |
| †                                                                     | Nie ukończył, ale jego rezultat został zaliczony ze względu na przejechanie więcej niż 90% dystansu wyścigu.                              |
| *                                                                     | Sezon w trakcie |
| 1/2/3                                                                 | Punktowana pozycja w sprincie kwalifikacyjnym                                                                                             |
| Lista systemów punktacji Formuły 1                                    | |

| Poz. | Nr. | Kierowca           | Konstruktor       | Okrążeń | Czas/powód NU   | Poz. start. | Punktów |
| ---- | --- | ------------------ | ----------------- | ------- | --------------- | ----------- | ------- |
| 1    | 8   | Niki Lauda         | McLaren-TAG       | 51      | 1:20:29.065     | 4           | 9       |
| 2    | 27  | Michele Alboreto   | Ferrari           | 51      | + 24.249        | 11          | 6       |
| 3    | 22  | Riccardo Patrese   | Alfa Romeo        | 50      | + 1 okrążenie   | 9           | 4       |
| 4    | 19  | Stefan Johansson   | Toleman-Hart      | 49      | + 2 okrążenia   | 17          | 3       |
| 5    | 30  | Jo Gartner         | Osella-Alfa Romeo | 49      | + 2 okrążenia   | 24          | 0*      |
| 6    | 31  | Gerhard Berger     | ATS-BMW           | 49      | + 2 okrążenia   | 20          | 0*      |
| 7    | 24  | Piercarlo Ghinzani | Osella-Alfa Romeo | 48      | Brak paliwa     | 22          |         |
| 8    | 21  | Huub Rothengatter  | Spirit-Hart       | 48      | + 3 okrążenia   | 25          |         |
| 9    | 23  | Eddie Cheever      | Alfa Romeo        | 45      | Brak paliwa     | 10          |         |
| 10   | 18  | Thierry Boutsen    | Arrows-BMW        | 45      | + 6 okrążeń     | 19          |         |
| NU   | 15  | Patrick Tambay     | Renault           | 43      | Przepustnica    | 8           |         |
| NU   | 2   | Teo Fabi           | Brabham-BMW       | 43      | Silnik          | 5           |         |
| NU   | 17  | Marc Surer         | Arrows-BMW        | 43      | Silnik          | 15          |         |
| NU   | 16  | Derek Warwick      | Renault           | 31      | Ciśnienie oleju | 12          |         |
| NU   | 10  | Jonathan Palmer    | RAM-Hart          | 20      | Ciśnienie oleju | 26          |         |
| NU   | 1   | Nelson Piquet      | Brabham-BMW       | 15      | Silnik          | 1           |         |
| NU   | 11  | Elio de Angelis    | Lotus-Renault     | 14      | Skrz. biegów    | 3           |         |
| NU   | 12  | Nigel Mansell      | Lotus-Renault     | 13      | Wypadł z toru   | 7           |         |
| NU   | 5   | Jacques Laffite    | Williams-Honda    | 10      | Turbo           | 13          |         |
| NU   | 6   | Keke Rosberg       | Williams-Honda    | 8       | Turbo           | 6           |         |
| NU   | 26  | Andrea de Cesaris  | Ligier-Renault    | 7       | Silnik          | 16          |         |
| NU   | 25  | François Hesnault  | Ligier-Renault    | 7       | Wypadł z toru   | 18          |         |
| NU   | 9   | Philippe Alliot    | RAM-Hart          | 6       | Elektronika     | 23          |         |
| NU   | 28  | René Arnoux        | Ferrari           | 5       | Skrz. biegów    | 14          |         |
| NU   | 7   | Alain Prost        | McLaren-TAG       | 3       | Silnik          | 2           |         |
| NW   | 14  | Manfred Winkelhock | ATS-BMW           | 0       | Nie wystartował | 21          |         |
| NZ   | 20  | Pierluigi Martini  | Toleman-Hart      |         |                 |             |         |